# June Lake
June Lake – jednostka osadnicza w Stanach Zjednoczonych, w stanie Kalifornia, w hrabstwie Mono.